# Västlig träddasse
Västlig träddasse eller västlig trädhyrax (Dendrohyrax dorsalis) är en däggdjursart som först beskrevs av Fraser 1854.  Dendrohyrax dorsalis ingår i släktet träddassar och familjen Procaviidae. IUCN kategoriserar arten globalt som livskraftig.

## Underarter
Arten delas in i följande underarter:
- D. d. dorsalis
- D. d. emini
- D. d. latrator
- D. d. marmota
- D. d. nigricans
- D. d. sylvestris

## Utbredning
Arten förekommer i Väst- och Centralafrika från Senegal och Gambia till norra Angola,  Ekvatorialguinea, Republiken Kongo ) och norra Uganda.

## Storlek och utseende
Den västliga träddassen har korta öron och ben, och tjock, mjuk päls, som är gråbrun eller svart till färgen. På ryggen har den en ljusare gul fläck. Vikten varierar mellan 1 och 5 kilogram. Arten blir 44 till 57 cm lång (huvud och bål), har 7 till 9 cm långa bakfötter och 2 till 3 cm långa öron.

## Födoval
Till skillnad från andra hyraxer är den västliga träddassen nattaktiv. Den är huvudsakligen växtätare och äter löv, frukter, gräs och bark, men också en och annan insekt.

## Habitat
Arten lever i såväl skogsmark, på savann, i sandiga kustområden som i tropisk regnskog, men oftast i fuktiga låglandsmiljöer på höjder under 1500 meter över havet. Den finns dock dokumenterad även i bergmiljö på upp till 3500 meter över havet.

## Förökning
Dräktighetstiden är ovanligt lång hos den västliga träddassen, med tanke på dess storlek: 6,5 – 7,5 månader. Djuret blir könsmoget vid ungefär 16 månaders ålder.  Honan får en eller två ungar, vilket är mindre än hos andra hyraxar. Ungarna föds med päls och är relativt stora.

## Livslängd
Genomsnittlig livslängd brukar angres till 5,5 år.

## Hot mot arten
Det finns inga större hot mot arten, men den är förmodligen känslig mot skogsavverkning, när den leder till begränsning av reviren och den jagas både för köttets och pälsens skull.

## Bildgalleri

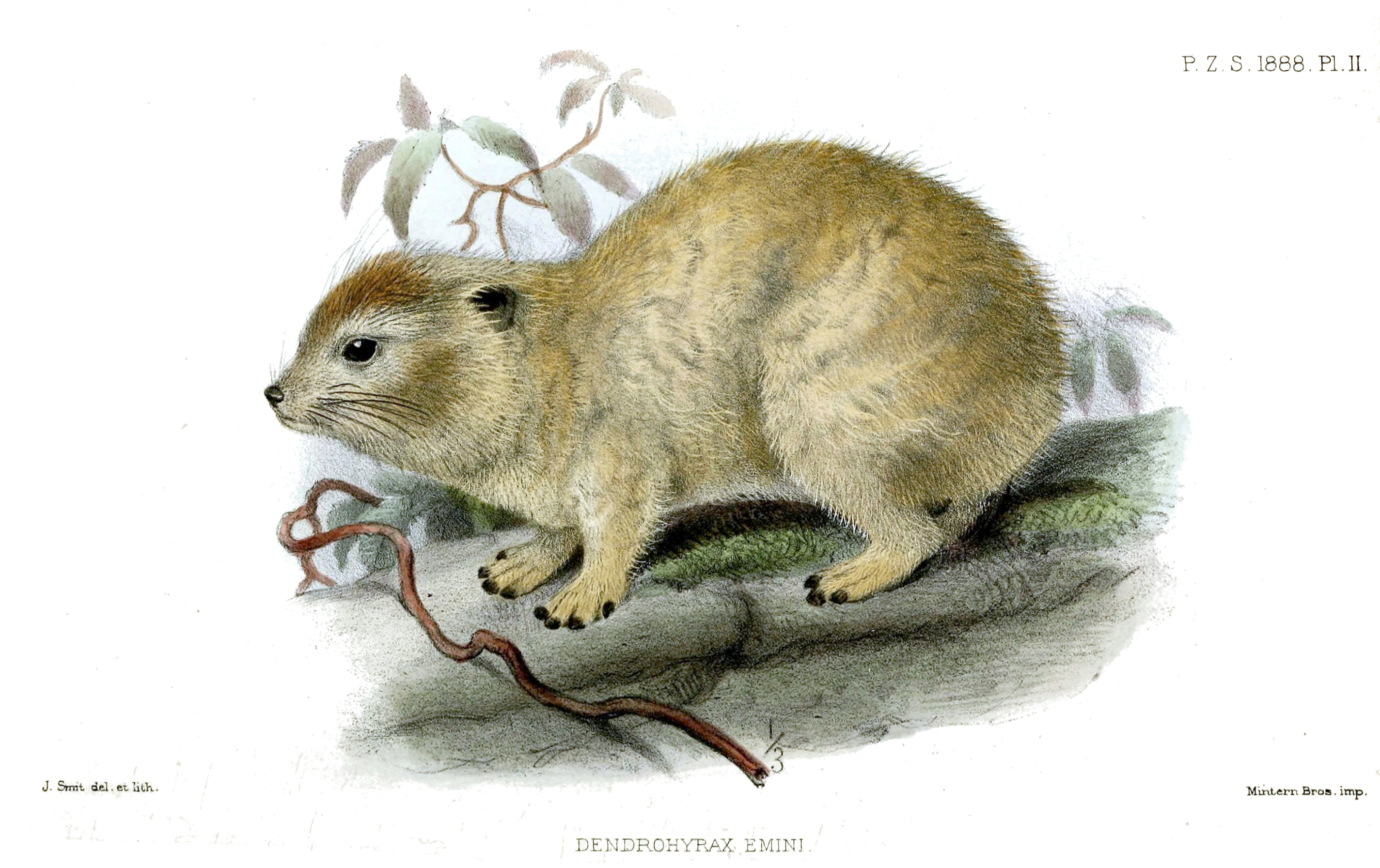